# Dick Anderson
Dick Anderson é um ex-jogador profissional de futebol americano estadunidense

## Carreira
Dick Anderson foi campeão da temporada de 1973 da National Football League jogando pelo Miami Dolphins.